# جک اسکالیا
جک اسکالیا (انگلیسی: Jack Scalia؛ زادهٔ ۱۰ نوامبر ۱۹۵۰) یک هنرپیشه اهل ایالات متحده آمریکا است.
او در فیلم شهر ترس و شکاف بازی کرده‌است.